# رود کوندریوچیا
رود کوندریوچیا (انگلیسی: Kundryuchya) یک رودخانه در استان روستوف کشور روسیه است.